# واسطة (لقب)
الواسطة أو الوسيط هو لقب أطلق على المسؤول الإداري الكبير في مصر الفاطمية في أواخر القرن العاشر وأوائل القرن الحادي عشر.
يشير اللقب إلى دور رئيس الوزراء باعتباره "الوسيط" بين الخلفاء الفاطميين والإدارة والشعب، ولكنه كان أقل من رتبة وزير، والتي كانت الرتبة الأكثر شيوعًا في العالم الإسلامي. تم تسليمه لأول مرة إلى الحسن بن عمار عام 996، واستمر في الاحتفاظ به من قبل العديد من رؤساء الوزراء في عهد الحاكم بأمر الله (حكم 996–1021) وعلي الظاهر (حكم 1021–1036).  ومع صعود القادة العسكريين الأقوياء الذين شغلوا منصب رئيس الوزراء في النصف الثاني من القرن الحادي عشر، تم التخلي عن اللقب مرة أخرى لصالح منصب الوزير.